# Sommera
Sommera là một chi thực vật có hoa trong họ Thiến thảo (Rubiaceae).

## Loài
Chi Sommera gồm các loài: